# 우아즈강

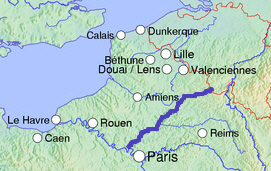
우아즈강

우아즈강(Oise)은 벨기에와 프랑스 북부를 서남쪽으로 흐르는 강이다. 이블린주에서 센강에 합류한다.

## 같이 보기
- 프랑스의 강 목록